# مستمع آزاد
مستمع آزاد به کسی گفته می‌شود که در یک کلاس آموزشی شرکت می‌کند اما در آزمون مربوط به آن شرکت نمی‌کند و نمره‌ای بابت حضورش در آن کلاس دریافت نمی‌کند.
معمولاً مؤسسات آموزش عالی (نظیر دانشگاه یا کالج) امکان شرکت افراد در کلاس‌ها به صورت مستمع آزاد را فراهم می‌کنند، اگر چه برخی از مدارس آموزش متوسطه هم چنین اجازه‌ای را می‌دهند.